# Voormalige gemeenteschool (Zottegem)

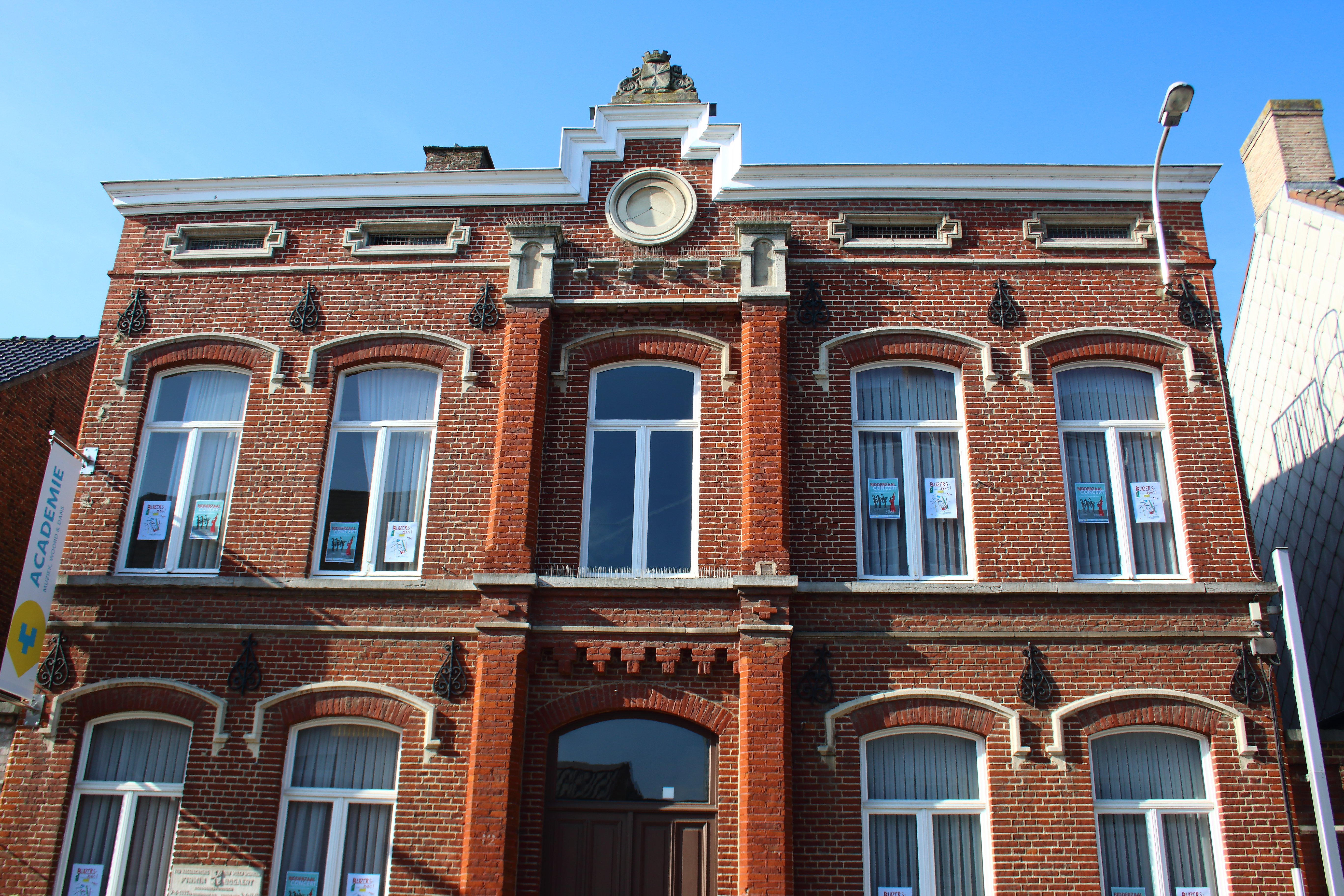
De voormalige gemeenteschool.

De voormalige Gemeenteschool van het Belgische Zottegem is een historisch pand dat zich in de Firmin Bogaertstraat 12 (tot 1946 Kasteelstraat) bevindt. Het bakstenen gebouw met sierlijke muurankers dateert uit 1865. Het gebouw telt tweeëneenhalve bouwlaag en wordt bekroond door het voormalige wapen van Zottegem in steen. Bovenaan zitten ook een oculus en uitgewerkte friezen. Vroeger was de gemeenteschool in het pand gevestigd, later de Stedelijke Academie voor Muziek, Woord en Dans (SAMWD).
In 1946 werd de straat van de gemeenteschool omgedoopt tot Firmin Bogaertstraat. Op de gemeenteschool werd ook een herinneringsplaquette aangebracht ter nagedachtenis van Firmin Bogaert (en hij werd ook herdacht door de bouw van de Warandekapel in 1948). Bogaert was hoofdonderwijzer van de Zottegemse gemeenteschool. Hij kwam tijdens de Tweede Wereldoorlog om als politiek gevangene tijdens een treintransport tussen de Duitse concentratiekampen Harzungen en Bergen-Belsen . 
De tekst op de plaquette luidt als volgt: Ter nagedachtenis van wijlen mijnheer Firmin Bogaert schoolbestuurder 7-4-1893 te Grootenberge geboren tragisch overleden 9-4-1945 tusschen Hartzugen en Bergen-Belsen 'Duitschland' ten dienste van zijn koning en vaderland als slachtoffer van zijn naastenliefde.

## Afbeeldingen

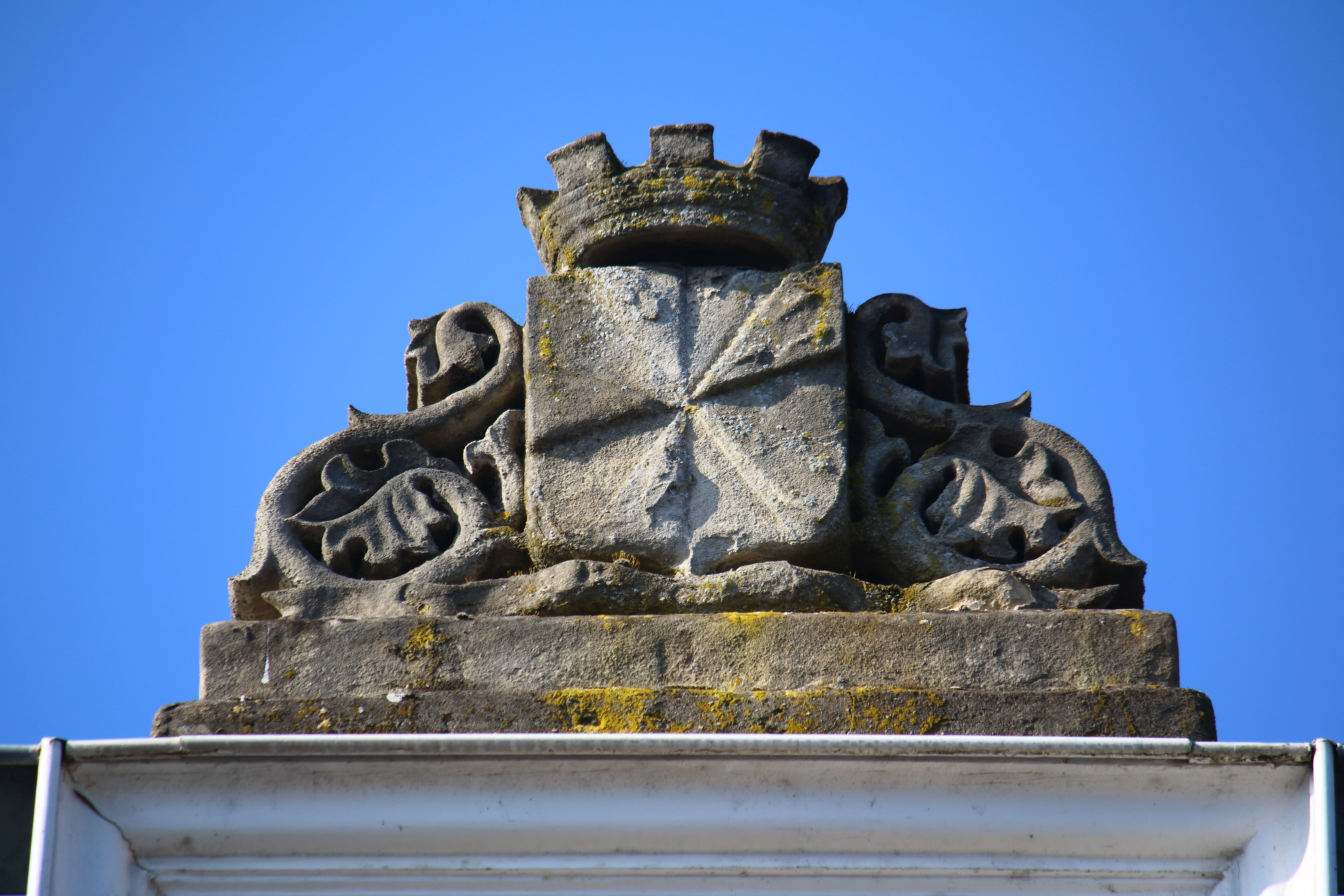
Voormalig wapen van Zottegem
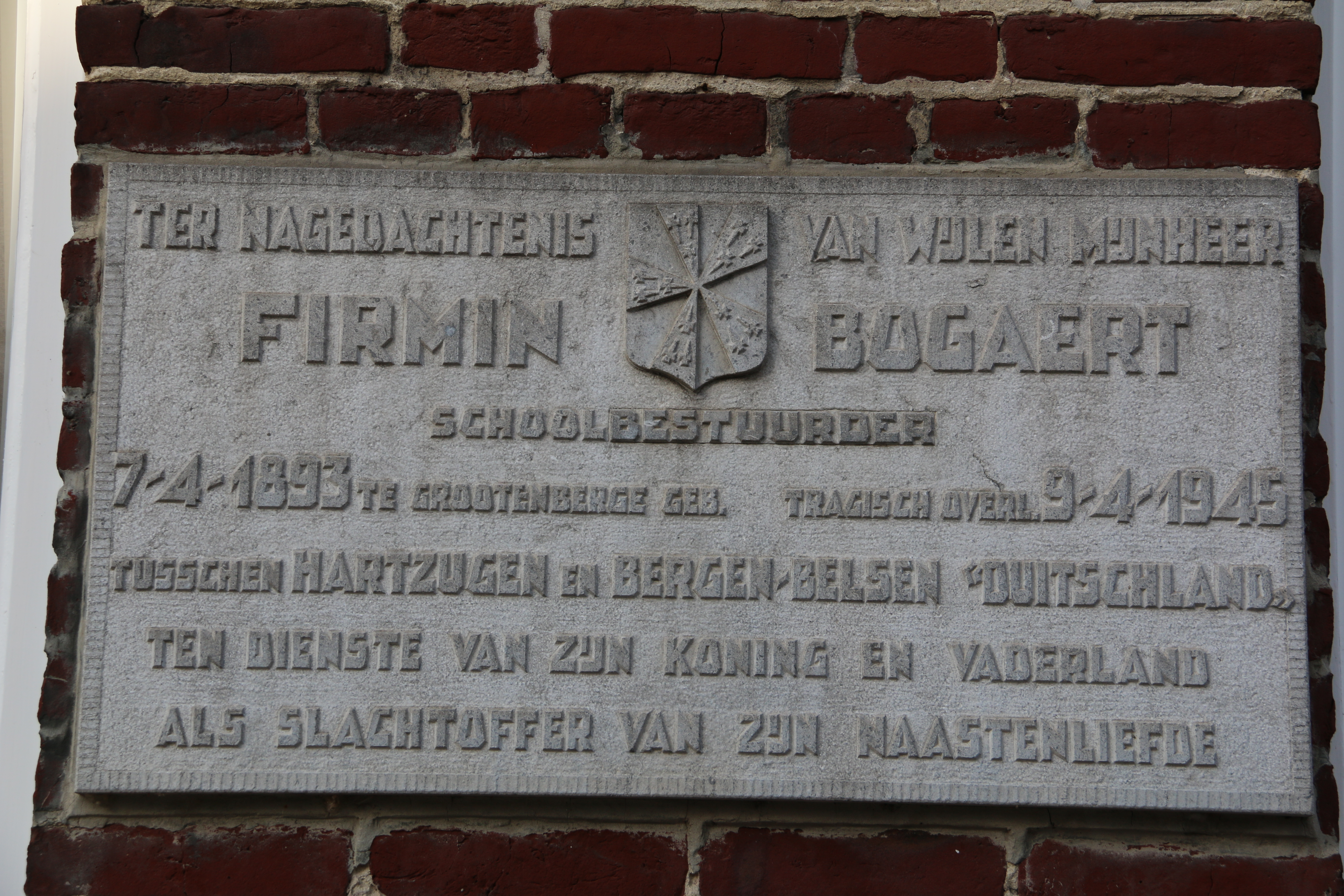
Plaquette Firmin Bogaert
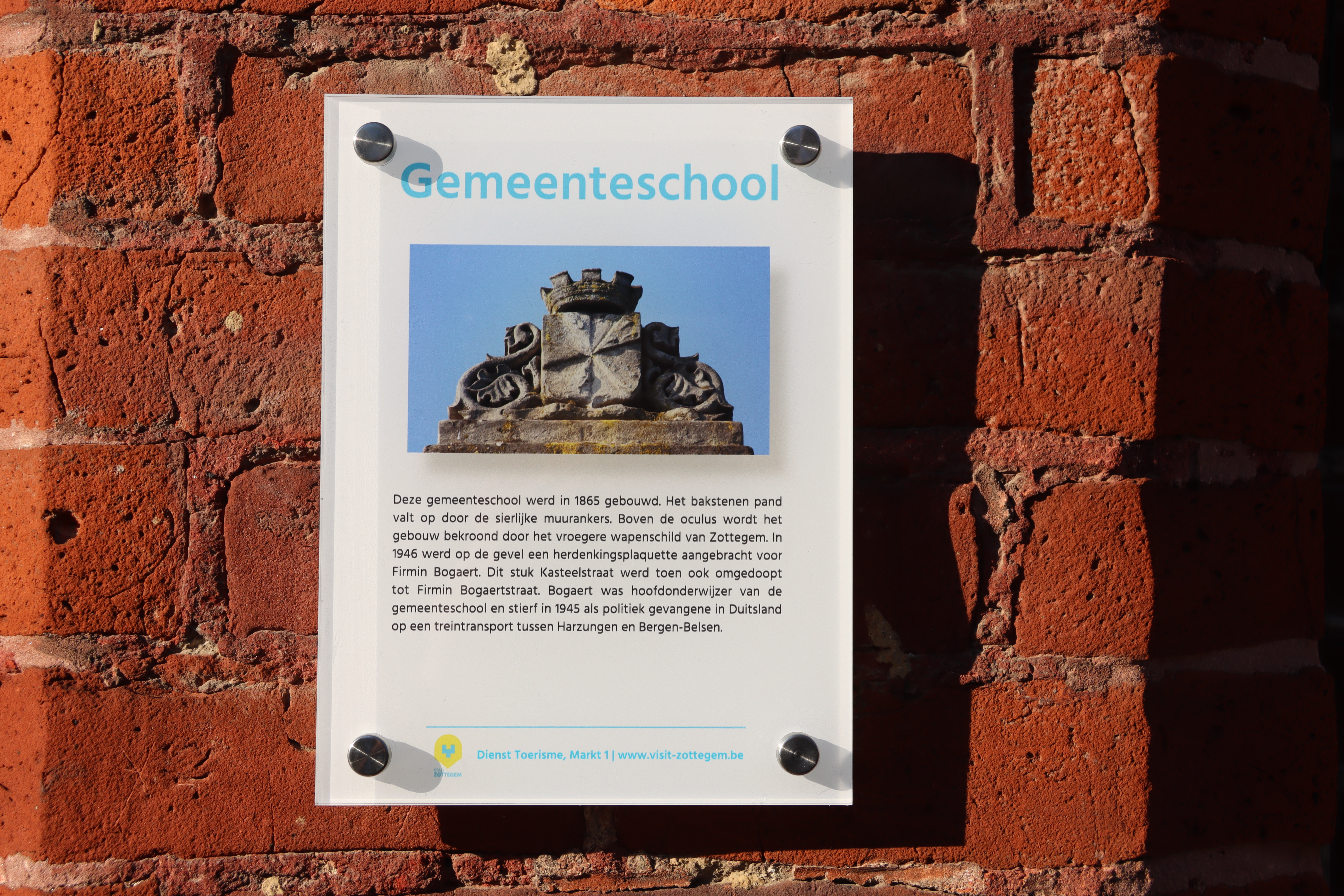
Infobord
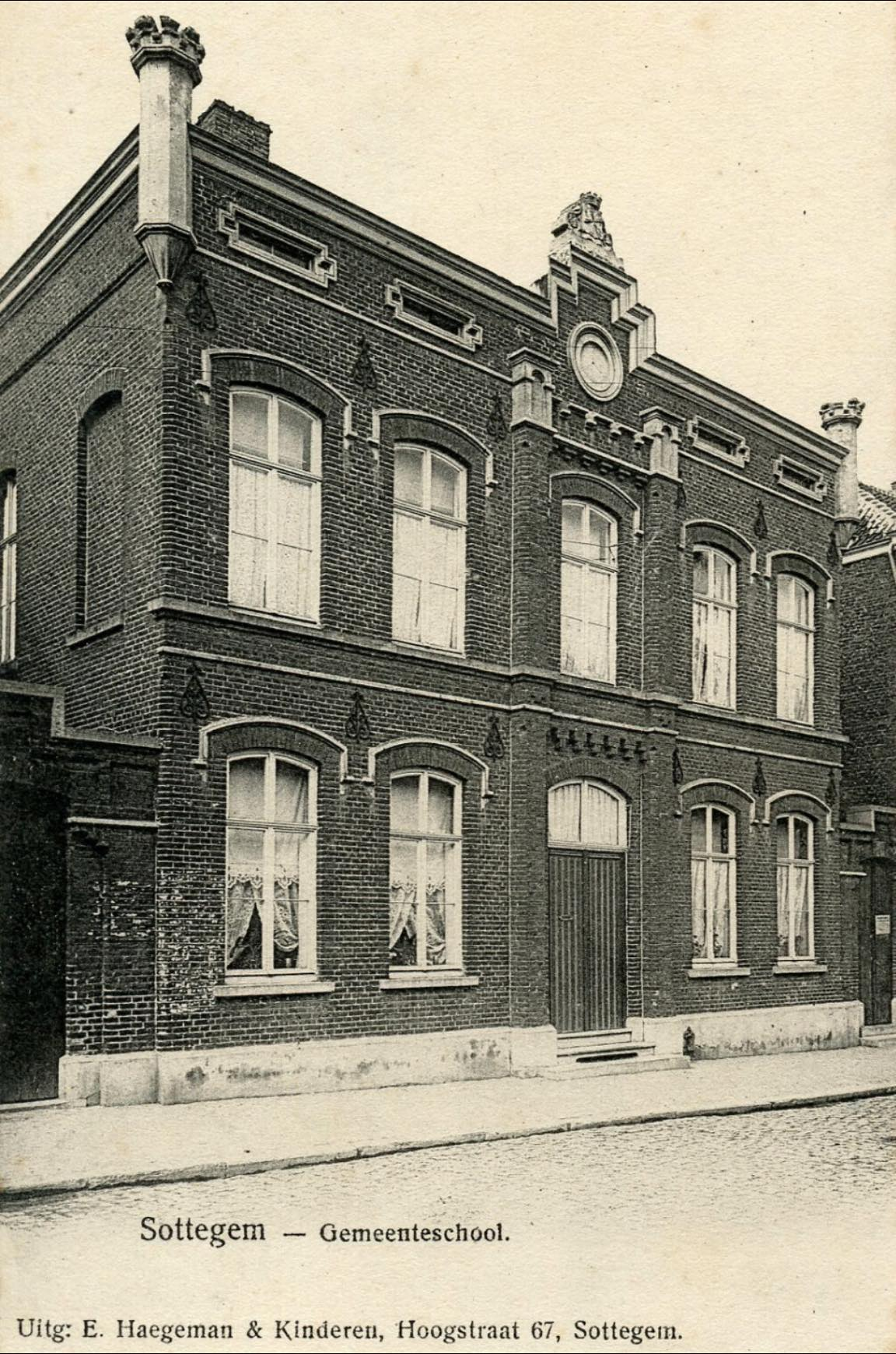
Historische prentbriefkaart